# Лідовка
Лідовка (рум. Lidovca) — село в Унгенському районі Молдови. Входить до складу комуни, адміністративним центром якої є село Алексєєвка.

## Населення
За даними перепису населення 2004 року у селі проживала 91 особа.
Національний склад населення села:
| Національність | Кількість осіб | Відсоток |
| -------------- | -------------- | -------- |
| молдавани      | 57             | 62,6%    |
| українці       | 31             | 34,1%    |
| гагаузи        | 2              | 2,2%     |
| росіяни        | 1              | 1,1%     |
| Всього         | 91             | 100%     |